# Hibbertia muelleri
Hibbertia muelleri är en tvåhjärtbladig växtart som beskrevs av George Bentham. Hibbertia muelleri ingår i släktet Hibbertia och familjen Dilleniaceae. Inga underarter finns listade i Catalogue of Life.